# Lamprosema acyperalis
Lamprosema acyperalis là một loài bướm đêm trong họ Crambidae.